# Partido Popular (Panamá)
El Partido Popular (denominado desde 1960 hasta 2001, Partido Demócrata Cristiano) es un partido político de Panamá de tendencia demócrata cristiana fundado en 1956. Es el partido activo con menos adherentes, con 20.243 miembros.
El Partido Popular es miembro de la Organización Demócrata Cristiana de América (ODCA) y de la Internacional Demócrata de Centro, antes conocida como Internacional Demócrata Cristiana (IDC).

## Acción Social Demócrata (1956)
El punto de partida del Partido Popular está en las Primeras Jornadas de Estudios Cristianos celebradas en Las Cumbres, en la Ciudad de Panamá en marzo de 1956, seguidos en julio de ese mismo año por las Segundas Jornadas
A través de Monseñor José Huac, organizador y propulsor de ellas, despertó el interés de un selecto número de personas que participaron en discusiones sobre diferentes aspectos del pensamiento cristiano.
Ese encuentro hizo posible el acercamiento de intelectuales, profesionales y universitarios; y fueron precisamente los elementos más jóvenes de esos tres grupos quienes habrían de continuar el contacto allí iniciado y gestar luego la integración de un movimiento ideológico con un programa de reivindicaciones positivas.

### Primeros días
El 12 de abril de 1956 se adopta el nombre de Acción Social Demócrata. Así, se autoriza el cambio de nombre del Movimiento para evitar confusiones con partidos socialistas moderados de otros piases y se adopta el de Unión Cívica Nacional para el movimiento demócrata cristiano panameño.
Desde 1956 hasta 1960, el movimiento demócrata cristiano panameño se dedica a un proceso de intensa difusión ideológica en todos los estratos sociales y a la formación de dirigentes mediante la acción individual y colectiva en los medios intelectuales, profesionales, universitarios y obreros. 
En el Tercer Encuentro de Dirigentes Demócratas Cristianos de Unión Cívica Nacional, celebrado en el Valle de Antón, Coclé, en 1960, se decide la inscripción del instrumento político del socialcristianismo: El Partido Demócrata Cristiano de Panamá (PDC). 
La Convención Constitutiva del PDC se celebró el 20 de noviembre de 1960, Siendo su primer Presidente Antonio González Revilla y su primer Secretario General Carlos Arellano Lennox.

### Acto nacionalista
Un acto digno de destacar de esta etapa es lo que sucedió el 1 de octubre de 1962, la Juventud Demócrata Cristiana hizo un operativo de corte nacionalista claro. A las 7:00, varios jóvenes del PDC portando banderas panameñas se instalaron en el puente que cruza el canal bautizándolo con el nombre de Puente de las Américas. La acción constituía un acto de protesta contra la intervención y al nombre original, Ferry Thatcher Bridge denominado así en honor a uno de los gobernadores norteamericanos de la Zona del Canal.

## Elecciones de 1964
En 1964, el PDC se presenta por primera vez a unas elecciones nacionales. El 5 de enero de 1964 se escogió como candidato Presidencial a José Antonio Molino así como a Julio Pinilla Ch.para Primer Vicepresidente, y Antonio Enríquez Navarro, para segundo Vicepresidente.
José Antonio Molino, candidato a presidente alcanzó el 3% de la votación, con.9719 votos, cifra que lo ubicó en el cuarto lugar entre los siete candidatos presidenciales de los diecinueve partidos participantes. El primer diputado electo del partido es Moisés Cohen Cattan (quien más tarde sería expulsado del partido) y se elige un concejal en el distrito capital, Maximino Bolaños. 

### Acción política
Hacia el gobierno electo en 1964, el PDC continuó su línea de denuncia de la corrupción en la administración pública, denuncias que tienen como respuesta del gobierno la represalia contra el ejercicio profesional como médico del Presidente del Partido en ese momento, Antonio Enríquez Navarro. Esta represalia contra el presidente del PDC provocó en un acto de resistencia pacífica y de protesta de la Juventud Demócrata Cristiana y dirigentes del Partido a tomarse pacíficamente el Ministerio de Salud, acción que llevó a la cárcel a veinticinco miembros del Partido.

### Segundo Candidato Presidencial
La cuarta Convención del PDC, celebrada el 5 de marzo de 1967, se eligió al nuevo candidato presidencial, Antonio González Revilla, y para la primera y segunda vicepresidencia a Antonio E. Navarro y Ricardo Arias Calderón.

### Juicio Político a Marcos Robles
En marzo de 1968, al denunciar a través de su candidato presidencial Antonio González Revilla, al Presidente de la República Marco Aurelio Robles, por parcialidad a favor del candidato de gobierno, ante la Asamblea Nacional, actuando como abogado acusador el Dr. Rubén Arosemena Guardia. La Guardia Nacional, no reconoció el fallo de la Asamblea que destituyó al presidente Robles y llamó a su vicepresidente.

## Elecciones de 1968
El PDC logra en las elecciones de 1968 la cantidad de 11371 votos aumentando en un 0.5% su votación con respecto a las elecciones de 1964 (debido a la polarización electoral en torno a las coaliciones principales). Para la elección de concejales, celebrada una semana después de las presidenciales, el PDC obtuvo una victoria mucho mayor al registrar sesenta mil votos, cifra que lo situó como la tercera fuerza política del país. 
El Presidente de la República electo, Arnulfo Arias, invita por carta al PDC para que participe en su nuevo gobierno ofreciendo la dirección del Ministerio de Educación a Rubén Arosemena Guardia, uno de los principales líderes del partido. El Partido acepta el Ministerio ofrecido, bajo una base de recomendaciones al nuevo gobierno debían ser aprobadas en una nueva reunión del Directorio Nacional del Partido. Esto no sucede porque semana y media después de la instalación del nuevo gobierno, el 11 de octubre de 1968 la Guardia Nacional dio un golpe de Estado.

### El Golpe Militar de 1968
Ante el golpe militar, la acción del Partido presidido por el segundo vicepresidente del mismo, Julio Issac Rovi Fong, fue de resistencia, distribuyéndose volantes rechazando el rompimiento del orden constitucional y alertando a la ciudadanía de la gravedad de la situación, dirigido por los militares de la Guardia Nacional.
Para calmar esta acción, los militares les ofrecieron a los dirigentes del PDC el Ministerio de Salud y la Rectoría de la Universidad, cargos que no aceptaron.
Al elegirse la Asamblea de Representantes de Corregimientos, en el año 1972 resulta elegido como representante del corregimiento de Balboa del distrito de Chorrera Luis Emilio Veces (como independiente), única voz disidente en el pleno de los 505 representantes de corregimientos.
En 1974 se decidió también nombrar a Luis Emilio Veces como Secretario General del Partido Demócrata Cristiano. 
A principios de 1978 el PDC elige como Secretario General al abogado Guillermo Cochez quien lidera el mismo hasta la inscripción formal.

## Reinscripción y elecciones de 1980
En abril de 1980, se realiza la reinscripción legal del Partido Demócrata Cristiano con 35785 adherentes en sólo 40 días.
En ese año se celebran elecciones a la Asamblea de Representantes de Corregimientos que tendría funciones legislativas. En esta tercera participación electoral, el PDC alcanzó 155453 votos. O sea el 21% de toda la votación electoral, logrando la elección de dos legisladores (Diputados).

## Elecciones de 1984
Las elecciones presidenciales del 6 de mayo de 1984 las gana, según los datos oficiales, con una diferencia de menos de 2000 votos el Dr. Nicolás Ardito Barletta del Partido Revolucionario Democrático (PRD) y otros partidos (UNADE) sobre el Dr. Arnulfo Arias (ADO).
El Partido Demócrata Cristiano obtiene más de 180000 votos y resultan electos 5 legisladores (Diputados).

## Elecciones de 1989
En 1987, surgen protestas generalizadas en el país y se constituyen la Cruzada Civilista Nacional que es apoyada por empresarios, profesionales, estudiantes, obreros, sectores independientes y partidos políticos incluyendo al Partido Demócrata Cristiano, .

### La crisis
Los partidos de oposición, sectores independientes y gremialistas apoyan esta iniciativa, que se traduce en una movilización popular a través de manifestaciones multitudinarias y pacíficas; aunque muchas de ellas desembocaron en represión, arrestos y algunos muertos. 
En estas acciones, el Partido Demócrata Cristiano, presidido por el Dr. Ricardo Arias Calderón se constituye en el movimiento político de más beligerante contra el régimen y el más perseguido por este. En estas luchas fueron encarcelados y perseguidos una gran cantidad miembros del PDC en todo el país.

### Las elecciones anuladas
Así, tanto la Coalición para la Liberación Nacional (Partido Revolucionario Democrático, y otros partidos políticos pro-gobierno) y la Alianza Democrática de Oposición Civilista (ADOC: Partido Demócrata Cristiano, MOLIRENA, Partido Liberal, Partido Panameñista, opositores), participan en las elecciones de 1989.
La ADOC postula al Lic. Guillermo Endara a Presidente, al Dr. Ricardo Arias Calderón para Primer Vicepresidente y el Sr. Guillermo Ford para Segundo Vicepresidente.
El 7 de mayo de 1989 se realizan las elecciones y sin emitir resultados oficiales el gobierno decide anular el resultado electoral. Esto es el inicio en una gran crisis institucional en el país que finaliza con una invasión armada por los Estados Unidos el 20 de diciembre de 1989.
Se realiza un recuento de los votos de las elecciones de mayo de 1989 y se declara vencedor a la nómina de la ADOC. El Partido Demócrata Cristiano obtiene la más alta votación en dichas elecciones con 261598 votos (36%) eligiendo a 27 legisladores (diputados), y una amplia mayoría de representantes de corregimiento en todo el país.
El Partido Demócrata Cristiano es expulsado de la coalición gobernante antes de terminar el periodo presidencial luego de 11 meses de Alianza de Gobierno.

## La elección de 1994
En su 11.º Congreso Nacional el Partido elige como candidato a Presidente de la República al Dr. Ricardo Arias Calderón. Luego, el Dr. Arias Calderón declina su candidatura a Presidente por razones de salud. Y se propone al Ing. Eduardo Vallarino para ser candidato a Presidente y a Raúl Ossa y René Orillac como primer y segundo vicepresidentes (1.º y 2.º respectivamente).
La nómina presidencial obtiene el 2.5% de los votos (25000 votos aproximadamente) y en la elección de legisladores solo obtiene un Diputado.

## Elecciones de 1999
En las eleccionesde mayo de 1999 resulta vencedora la conservadora Mireya Moscoso sobre Martín Torrijos Espino del Partido Revolucionario Democrático y el candidato postulado por el Partido Demócrata Cristiano, Ing. Alberto Vallarino.
Previamente y a pesar de no ser miembro del PDC, Vallarino decide buscar apoyo fuera del Partido Arnulfista, y, en el 13.º Congreso Nacional del partido en octubre de 1998, el PDC decide postularlo a Presidente de la República , un exmiembro del Partido Arnulfista, conformando la alianza Acción Opositora incluyendo a otros partidos (Partido Renovación Civilista, Partido Nacionalista Popular y Partido Liberal Auténtico) y a las fuerzas panameñistas que apoyaron a Alberto Vallarino y dejaron el Partido Arnulfista ("salta-montes").
Las elecciones del 2 de mayo de 1999 son ganadas por el bloque opositor (Unión por Panamá: Partido Arnulfista, MOLIRENA, MORENA, conservadores; y el neoliberal Cambio Democrático).
La nómina Acción Opositora es derrotada y tres de los cuatro partidos que la formaron desaparecen. Finalmente las fuerzas panameñistas disidentes (Vallarino, Juan Carlos Varela) regresarán al seno del Partido Arnulfista (donde se enfrentarán al bloque conservador liderado por Moscoso).
El PDC más de 140000 votos presidenciales (10.7%) y 5 Diputados, así como una respetable cantidad de alcaldes y representantes de corregimiento, resultando la tercera fuerza política más votada de esa elección.

### Alianza con el PRD
El Partido Demócrata Cristiano y el Partido Revolucionario Democrático (PRD) firman en agosto del 2000 el Pacto “Modernización y Transformación de la Asamblea (META)”. Y dan inicio a una alianza legislativa programática.
El Partido Popular decide el 31 de julio de 2001 realizar una acción de apertura a otras fuerzas políticas (Partido Nacionalista Popular, Liberal dirigentes políticos, e independientes) y cambiar su nombre, Estatutos y símbolos manteniendo el registro electoral, la historia y la ideología Socialcristiana, ya que uno de sus miembros, Milton Henríquez y Flia son de religión judía, y para ganar apoyo del sector religioso era conveniente el cambio de nombre del partido.
Ese día se realiza se elige al Lic. Rubén Arosemena V. como su Presidente y al Lic. Milton Henríquez como su Secretario General. En septiembre de 2001 Arosemena es electo Presidente de la Asamblea Legislativa. El pacto META se mantiene hasta el final de la legislatura de ese año.

## Elecciones de 2004
El Partido Popular decide postular para las elecciones de 2004 para la Presidencia de la República al Lic. Martín Torrijos Espino y al Lic. Samuel Lewis Navarro como primer Vicepresidente y al Presidente del Partido Popular Rubén Arosemena V. como segundo vicepresidente.
Estas elecciones se realizan el 2 de mayo de 2004 y la nómina PATRIA NUEVA, conformada por el Partido Revolucionario Democrático y el Partido Popular logran el triunfo en las elecciones generales. El Partido Popular obtiene más de 65000 votos (4.6 %) y un Diputado.

### Segunda alianza con el PRD
El partido apoyó a la candidata presidencial oficialista Balbina Herrera del Partido Revolucionario Democrático, de orientación izquierdista junto con el Partido Liberal Auténtico. 
Tras la derrota de Balbina Herrera en las elecciones del 3 de mayo de 2009, el Partido Popular sobrevive gracias a que supera el requirimiento del 4% de los votos en la elección de Representantes de Corregimientos (logra la elección de 12) y consigue la elección de un diputado así como un Diputado al Parlamento Centroamericano.
Después de esta derrota su dirigencia anuncia la ruptura de la alianza con el Partido Revolucionario Democrático y se presenta como una organización política de oposición independiente al Gobierno que encabeza Ricardo Martinelli.
El 13 de diciembre de 2009, fue elegido presidente del Partido Popular, por el período 2009-2014, el abogado y comunicador social Milton Henríquez. Henríquez, quien fue legislador (diputado)y  el primer secretario general del Partido Popular, había manifestado su intención de aspirar a la Presidencia de la República, en las elecciones de 2014.

## Alianza con el Partido Panameñista
El Partido Popular (PP) concretó el día 25 de agosto de 2013, con 414 votos a favor su alianza con el Partido Panameñista, durante el Congreso Nacional Extraordinario de cara a las elecciones generales de 2014. Obtuvo 31 votos en contra y dos en blanco. En total emitieron el voto 447 delegados de los 635 que se esperaba participaran. El PP proclamó a Juan Carlos Varela como el candidato presidencial de la alianza. Una facción minoritaria liderada por Aníbal Culiolis, vicepresidente del PP rechazó de manera contundente la alianza y formaron un grupo llamado "Verdes e Independientes" que apoyaba a Juan Carlos Navarro del PRD.
Sin embargo, el Partido Popular postuló a una independiente, Isabel Saint Malo, como compañera de fórmula de Juan Carlos Varela. En las elecciones generales, el partido logró sumar unos 161.178 votos (unas seis veces su membresía), identificados en su mayoría como votos independientes que apoyaban a Varela, pero que no apoyaban votando a la papeleta del partido Panameñista. 
La alianza El Pueblo Primero fue el ganador de las elecciones presidenciales y el PP cogobierna junto con el panameñismo desde el 1 de julio de 2014, teniendo al líder del partido Milton Henríquez como Ministro de Gobierno. A nivel de diputados, el PP sólo obtuvo un escaño y a nivel de alcaldías y representantes, el resultado fue pobre.
El presidente del partido Milton Henríquez se separa del cargo de presidente para ejercer el cargo de Ministro de Estado con mayor independencia. El Diputado Juan Carlos Arango asumió la presidencia interina y más tarde, en julio de 2017, fue ratificado como Presidente titular. Esto, tras la renuncia en junio, de Milton Henríquez como presidente, dado su nombramiento como embajador en España.

### Elecciones de 2019
El 25 de noviembre de 2018, El Congreso Nacional del Partido Popular ratificó y aprobó el plan de Gobierno, así como la alianza con el Partido Panameñista y su apoyo al candidato presidencial de ese colectivo José Isabel Blandón. El resultado final fue desastroso para el Partido Popular porque apenas obtuvo el 1.98% de los votos y no obtuvo ningún diputado, apenas fueron elegidos algunos alcaldes y representantes en algunos puntos del país. El partido apenas subsistió.
Ante el descalabro electoral, la directiva del partido anunció un proceso de renovación interna.

## Elecciones de 2024
Por primera vez desde el 1999, el Partido Popular no hace alianza y postula a su propio candidato a la presidencia. El elegido fue el expresidente PRD Martin Torrijos, que se salió de su anterior partido y el PP ya había postulado en el 2004. Torrijos saco 16% con 355,000 votos, y quedó tercer lugar por detrás de José Raúl Mulino de Realizando Metas y Ricardo Lombana del Movimiento Otro Camino
Estas elecciones el PP logró obtener 2 diputados, pero la gran victoria fue que sus candidatos a alcalde en el distrito de Panamá y el distrito de Arraiján (los dos más poblados del país), Mayer Mizrachi y Stephany Peñalba; obtuvieron la victoria con un 32% y 28%, respectivamente.